# Home Sweet Home (YUKIの曲)
「Home Sweet Home」（ホーム・スイート・ホーム）は、YUKIの7枚目のシングル。

## 解説
前作「ハミングバード」およびアルバム『commune』のリリースから、産休をはさんで1年5ヶ月ぶりとなる新作シングル作品。
カップリング曲「AIR WAVE」は、後のアルバム『joy』に収録されただけでなく、ライブバージョンがシングル「歓びの種」に収録されており、カップリング曲としては多くの作品に収録された楽曲である。
オリコン週間シングルチャートでは最高9位を記録、シングルとしては「スタンドアップ!シスター」以来3作品ぶりにオリコンチャートでTOP10入りを果たした。

## 収録曲
（全作詞：YUKI）
1. Home Sweet Home
  - 作曲・編曲：田中ユウスケ 、ストリングスアレンジ：弦一徹
  - 東宝配給アニメ映画『劇場版 NARUTO -ナルト- 大活劇!雪姫忍法帖だってばよ!!』主題歌、九州電力CMソング。
  - YUKIのソロ作品としては初のアニメタイアップ作品である。
2. AIR WAVE
  - 作曲・編曲：Andy Sturmer
3. Home Sweet Home（Instrumental）

## 収録アルバム
- joy（#1, #2）
- five-star（#1）